# Netley Marsh
Netley Marsh – wieś w Anglii, w hrabstwie Hampshire, w dystrykcie New Forest. Leży 20 km na południowy zachód od miasta Winchester i 118 km na południowy zachód od Londynu.